# Dolmen de Llanera
El dolmen de Llanera, també anomenat Torre dels Moros, o Dolmen de la Vila de la Gola dels Bous és un monument megalític de Llanera (Solsonès), declarat Bé cultural d'interès local.
És probablement el més gran i també el més ben conservat de Catalunya.
Va ser excavat a principis del segle passat, 1916, per Mn. Joan Serra Vilaró, llavors director del Museu Diocesà i Comarcal de Solsona.

## Situació
Està situat a l'antic terme de Llanera, municipi que l'any 1968 es va agregar al de Torà (comarca del Solsonès), just al límit amb el terme de Llobera (comarca del Solsonès), a uns 500 m a l'est del mas Vila de la Gola dels Bous.

## Tipus de construcció
A Catalunya els dòlmens presenten arquitectures variades, diferenciades pel sistema d'accés, les dimensions, les formes i el ritu funerari.
El dolmen de Llanera és una construcció edificada per l'home prehistòric fa uns 5.000 anys amb lloses de grans dimensions, que tenia per funció l'enterrament col·lectiu de persones i correspon a la tipologia dels sepulcres de corredor evolucionats, anomenats “galeria catalana”, que es caracteritzen per tenir una gran cambra funerària rectangular, a la qual s'hi accedeix per un ample passadís o corredor.
La data de construcció d'aquest megàlit se situa en el neolític final (3.500 anys aC), però serà reutilitzat durant tota l'època calcolítica, període d'apogeu del megalitisme català que finalitza cap al 1500 aC. S'ha datat, mitjançant el carboni-14, el 2550 aC.
Per tant, el sepulcre s'hauria reutilitzat de forma continuada per l'home prehistòric durant dos mil·lennis, per practicar-hi rituals funeraris i enterrar-hi els seus morts.

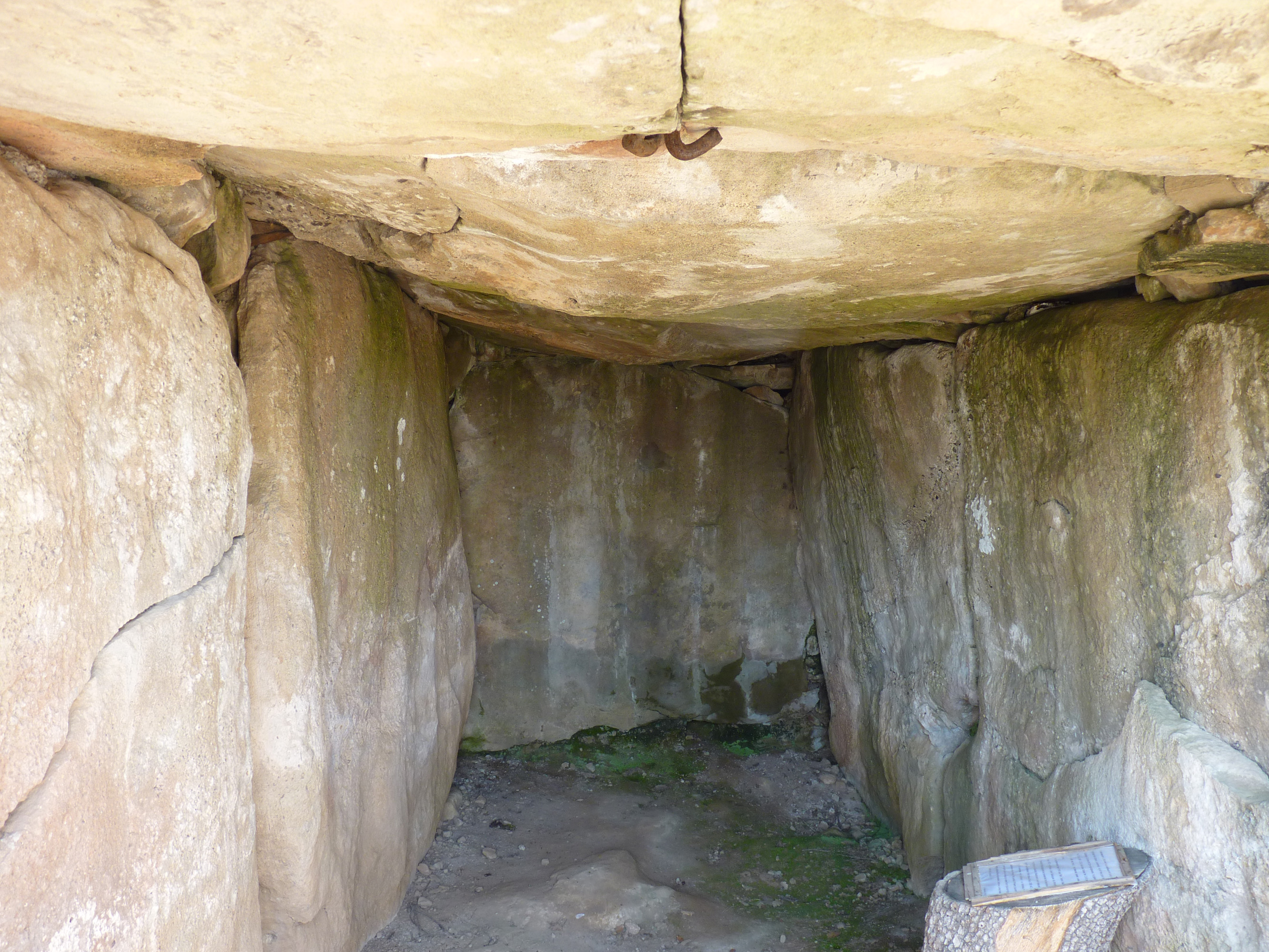
Interior del dolmen

Té 9 metres de llargada en el seu interior, 1,90 d'amplada i 2,3 d'alçada, amb lloses que arriben als 2,45 per 2,20 metres i 0,45 de gruix. Les lloses laterals tenen un pes aproximat de 5 tones. Es tracta d'un corredor o galeria coberta.
Al fons, hi enterraven els morts, a l'entrada, al cantó del sol ixent, hi ha una petita cambra, que se separava de la resta del corredor per una pedra perforada, al peu de la qual es disposaven les ofrenes als morts.
L'estudi antropològic de les restes inhumades indiquen per a aquests humans una esperança de vida de 26,4 anys. Vivien en petites comunitats practicant una agricultura de cereals, tot i que la base de la seva economia era la ramaderia, concretament el pastoreig de vaques, ovelles i cabres.
S'ha comprovat que la cultura megalítica s'estenia des dels Pirineus cap a l'interior de Catalunya a través de les rutes de transhumància, per això bona part dels dòlmens es localitzen en punts claus d'aquestes rutes.
Desgraciadament, aquests sepulcres difícilment passen desapercebuts i començaren a ser violats pels primers buscadors de tresors en època ibèrica i romana, seqüència destructora que amb poques variants ha perdurat fins als nostres dies, i que ha malmès bona part del nostre patrimoni dolmènic i n'ha dificultat la seva interpretació per part dels arqueòlegs.
Des de l'any 2009 el seu accés s'ha senyalitzat amb la menció errònia de "dolmen de Llobera".
L'any 2019 es fa difícil de trobar. Unes lletres de DOLM escrites en un bidó rovellat del Mas de la Vila de la Gola dels Bous assenyala cap a un sender en el que, a uns 200 metres, hi ha la radera senyalització, que indica la direcció cap a un gran camp agrícola de conreu de cereal en lleugera baixada. Hi cal anar al fons d'aquest camp i a la dreta s'hi troba un sender transitat que s'endinsa en un bosquet de quercus amb pedres. Un trencall a l'esquerra condueix, en menys d'un minut des del camp a un túmul de pedres agrupades que són el sostre del Dolmen i des d'on es pot divisar l'espectacular passadís o corredor. L'ajuntament de Torà n' inicià el 2017 la declaració de Bé Cultural d’Interès Nacional (BCIN).